# Morret de la Presó
El Morret de la Presó és una muntanya, de 263 metres, que es troba al municipi de la Pobla de Massaluca, a la comarca de la Terra Alta.